# Sejm Ludowy Litwy
Sejm Ludowy Litwy (lit. Liaudies Seimas) – zgromadzenie litewskie wybrane w głosowaniu z 14 lipca 1940, obradujące działające od 21 lipca do 25 sierpnia 1940, które uchwaliło aneksję Litwy do Związku Radzieckiego. 

## Głosowanie
Tzw. wybory do Sejmu Ludowego Litwy przeprowadzono 14 lipca 1940 w ośmiu okręgach wyborczych Litwy – osiem dni po opublikowaniu wyborczego programu Związku Ludzi Pracy Litwy. Według oficjalnych danych wzięło w nich udział 95,5% obywateli, z czego 99,1% poparło kandydatów ZLPL – członków KPL, Komsomołu, Stowarzyszenia Pracujących oraz tzw. bezpartyjnych. Wybrano 79 posłów.

## Prace Sejmu
Sejm zebrał się na pierwsze posiedzenie 21 lipca 1940 w sali Teatru Państwowego w Kownie – otworzył je p.o. premiera i prezydenta Litwy Justas Paleckis. Marszałkiem zgromadzenia wybrano Liudasa Adomauskasa, do Prezydium weszli też Mečys Gedvilas, Juozas Grigalavičius oraz Petras Cvirka i Antanas Venclova jako sekretarze. 

### Aneksja republiki do ZSRR
31 lipca jednogłośnie i bez dyskusji przyjęto wniosek Antanasa Sniečkusa o włączenie Litwy w skład Związku Radzieckiego. Powołano delegację złożoną z 20 posłów, która wyjechała do Moskwy przekazać uchwałę Sejmu o chęci włączenia do ZSRR – w jej składzie znaleźli się m.in. prezydent Justas Paleckis, minister spraw wewnętrznych Mečys Gedvilas, ks. Liudas Adomauskas, pisarz Vincas Krėvė-Mickevičius, minister oświaty Antanas Venclova i pisarz Liudas Gira.
3 sierpnia 1940 Rada Najwyższa ZSRR „uczyniła zadość” uchwale Sejmu. 

### Konstytucja Litewskiej SRR
23 lipca 1940 roku wybrano 11-osobową komisję, która miała za zadanie opracować ustawę zasadniczą socjalistycznej Litwy. 25 sierpnia 1940 zaakceptowano przygotowany w Moskwie dokument, wzorowany na podobnych aktach prawnych innych republik ZSRR. Na jego mocy Sejm przekształcił się w Radę Najwyższą LSRR, której przewodniczącym został Balys Baranauskas, a do Prezydium weszli Justas Paleckis, Karolis Didžiulis, Domas Rocius i Stasys Pupeikis. 

### Ostateczna sowietyzacja państwa
Poza konstytucją Sejm Ludowy uchwalił liczne reformy społeczne i gospodarcze, m.in. nacjonalizację ziemi, zakładów przemysłowych i banków. Powołano Radę Komisarzy Ludowych, która zastąpiła na poły suwerenny rząd z czerwca 1940 roku. Na jej czele stanął Mečys Gedvilas. W dziedzinie stosunków międzynarodowych Sejm wypowiedział konkordat Litwy z Watykanem z 1926. 

## Lista posłów
| Imię i nazwisko                 | Okręg wyborczy | Zawód, wiek                                                                        |
| Jonas Abakonis                  | Wiłkomierz     | rolnik, 30 lat.                                                                    |
| Birutė Abdulskaitė Slapšienė    | Telsze         | KPL, działaczka od 1933, sekretarz miejski w Kretyndze, 27 lat.                    |
| Liudas Adomauskas               | Telsze         | członek KPL, kontroler państwowy, 60 lat.                                          |
| Pranas Aksionaitis              | Szawle         | członek KPL od 1936, działacz komunistycznego podziemia, wicemer Jurborka, 58 lat. |
| Jurgis Ališauskas               | Wiłkomierz     | pracownik rolny, 29 lat.                                                           |
| Kazys Balčiūnas                 | Olita          | kierownik, 45 lat.                                                                 |
| Feliksas Balionis               | Olita          | ekonomista, 56 lat.                                                                |
| Juozas Banaitis                 | Kowno          | nauczyciel i radiowiec, 32 lat.                                                    |
| Boleslovas Baranauskas          | Szawle         | od 1921 działacz KPL, szef komisariatu bezpieczeństwa, 38 lat.                     |
| Antanas Bauža                   | Telsze         | członek KPL od 1932, 39 lat.                                                       |
| Jurgis Bieliauskas              | Mariampol      | gospodarz, 18 ha ziemi rolnej, 50 lat.                                             |
| Vytautas Bieliauskas            | Kowno          | członek KPL, żołnierz – szeregowiec, 23 lata.                                      |
| Vladas Biržietis                | Poniewież      | członek KPL, politruk w wojsku.                                                    |
| Ignas Budionovas                | Wilno          | podoficer, 23 lata.                                                                |
| Antanas Butkus                  | Telsze         | gospodarz, 31 lata.                                                                |
| Petras Cvirka                   | Olita          | pisarz, 31 lata.                                                                   |
| Alfonsas Česnaitis              | Wiłkomierz     | robotnik, 32 lata.                                                                 |
| Adomas Dambrauskas              | Wiłkomierz     | pracownik rolny, 48 lat.                                                           |
| Petras Daukšys                  | Mariampol      | stolarz, 32 lata.                                                                  |
| Icikas Demba                    | Poniewież      | członek KPL, technik-inżynier, 33 lata.                                            |
| Juozas Demskis                  | Mariampol      | członek KPL od 1932, gospodarz małorolny, 3 ha ziemi, 57 lat.                      |
| Karolis Didžiulis Grosmanas     | Wilno          | działacz KPL od 1919.                                                              |
| Viktoras Ditkevičius            | Mariampol      | żołnierz, 22 lata.                                                                 |
| Liudas Dovydėnas                | Poniewież      | pisarz, 33 lata.                                                                   |
| Pranas Eidukaitis               | Mariampol      | gospodarz, 60 lat.                                                                 |
| Barelis Fridmanas Latvys        | Wilno          | od 1932 członek KPL, adwokat, 36 lat.                                              |
| Antanas Garmus                  | Kowno          | lekarz i burmistrz Kowna, 60 lat.                                                  |
| Mečys Gedvilas                  | Telsze         | członek KPL od 1934, minister spraw wewnętrznych,                                  |
| Liudas Gira                     | Wiłkomierz     | pisarz, 50 lat.                                                                    |
| Juozas Glotnis                  | Kowno          | rolnik, 43 lata.                                                                   |
| Juozas Grigalavičius            | Poniewież      | członek KPL od 1929, sekretarz w Rakiszkach, 27 lat.                               |
| Aleksandras Gudaitis-Guzevičius | Wiłkomierz     | członek KPL od 1927, milicjant, 32 lat.                                            |
| Vladas Gutauskas                | Wiłkomierz     | rolnik, 41 lat.                                                                    |
| Vladas Jaciunskas               | Alytaus        | rolnik, 30 lat.                                                                    |
| Vaclovas Jadzgevičius           | Wilno          | ślusarz, 42 lata.                                                                  |
| Stefan Jędrychowski             | Wilno          | doktor prawa, 30 lat.                                                              |
| Eduardas Jasutis                | Szawle         | rolnik, 34 lata.                                                                   |
| Romualdas Juknevičius           | Wilno          | dyrektor teatru, 34 lat.                                                           |
| Henrikas Kačinskas              | Szawle         | aktor, 40 lat.                                                                     |
| Domas Kazimieraitis             | Szawle         | chłop małorolny, 40 lat.                                                           |
| Marija Kutraitė                 | Poniewież      | członek KPL od 1934, działaczka polityczna, 29 lat.                                |
| Ignas Laucys                    | Poniewież      | gospodarz, 62 lata.                                                                |
| Jonas Malašinskas               | Wiłkomierz     | rolnik, 41 lat.                                                                    |
| Michalina Meškauskienė          | Mariampol      | członek KPL od 1935, działaczka partyjna, 33 lata.                                 |
| Marijonas Miceika               | Wilno          | członek KPL, sekretarz partii w Wilnie.                                            |
| Matas Mickis                    | Poniewież      | minister rolnictwa, 42 lata.                                                       |
| Pranas Mickus                   | Mariampol      | agronom, 38 lat.                                                                   |
| Antanas Mikonis                 | Poniewież      | robotnik, 24 lata.                                                                 |
| Petrė Milančiūtė                | Olita          | aptekarka.                                                                         |
| Nochas Mockevičius              | Szawle         | nauczyciel, 35 lat.                                                                |
| Stepas Murauskas                | Poniewież      | rolnik, 9 ha ziemi, 50 lat.                                                        |
| Stasys Orintas                  | Szawle         | rolnik, 31 lat.                                                                    |
| Povilas Pakarklis               | Olita          | prawnik, 38 lat.                                                                   |
| Genovaitė Paleckienė            | Szawle         | nauczycielka, żona Justasa                                                         |
| Jan Paszkiewicz                 | Wilno          | rolnik, 48 lat.                                                                    |
| Petras Paunksnis                | Poniewież      | członek KPL od 1938, więzień polityczny.                                           |
| Kazimieras Petrauskas           | Poniewież      | członek KPL od 1937, 26 lat.                                                       |
| Pranas Petrauskas               | Kowno          | rolnik, 42 lata.                                                                   |
| Jonas Plečkaitis                | Mariampol      | urzędnik, 45 lat.                                                                  |
| Stasys Pupeikis                 | Wiłkomierz     | członek KPL od 1928, minister transportu, 35 lat.                                  |
| Petras Ramanauskas              | Olita          | robotnik, 26 lat.                                                                  |
| Aleksas Ražanauskas             | Olita          | członek KPL od 1934 roku, 26 lat.                                                  |
| Rapolas Rimdžius                | Szawle         | robotnik, 35 lat.                                                                  |
| Juozas Ryliškis                 | Szawle         | robotnik, 43 lata.                                                                 |
| Domas Rocius                    | Telsze         | od 1926 roku członek KPL i jej sekretarz w Telszach, 36 lat.                       |
| Antanas Sniečkus                | Kowno          | członek KPL od 1920, więzień polityczny.                                           |
| Irena Sztachelska Dziewicka     | Wilno          | historyk, 29 lat.                                                                  |
| Aleksandra Staškevičiūtė        | Kowno          | śpiewaczka operowa, 40 lat.                                                        |
| Motiejus Šumauskas              | Kowno          | członek KPL od 1924, więzień polityczny, 35 lat.                                   |
| Juozas Švitra                   | Szawle         | żołnierz, 22 lata.                                                                 |
| Tomas Tamulevičius              | Olita          | robotnik, członek KPL od 1933, 25 lat.                                             |
| Jonas Taurinskas                | Telsze         | członek KPL od 1918, 50 lat.                                                       |
| Jonas Tverkus                   | Szawle         | rolnik, 35 lat.                                                                    |
| Stasė Vaineikienė               | Telsze         | burmistrz Połągi, 54 lat.                                                          |
| Antanas Venclova                | Kowno          | pisarz, minister oświaty, 34 lata.                                                 |
| Jankelis Vinickis               | Kowno          | członek KPL od 1927, 35 lat.                                                       |
| Stasys Volkovičius              | Wilno          | robotnik, 46 lat.                                                                  |
| Pranas Zibertas                 | Szawle         | członek KPL od 1919.                                                               |
| Romanas Žebenka                 | Szawle         | agronom, 34 lata.                                                                  |